# 直落牙弄站
直落牙弄站为马来亚铁道通勤铁路巴生港线上的一个车站，位于雪兰莪巴生的直落牙弄。该站早在1890年代便开始作为铁路招呼站出现。配合吉隆坡至巴生的铁路通勤和电气化计划下，该站进行重建，并于1995年启用。

## 车站结构
直落牙弄站位于巴生的住宅区内，沿吉隆坡至巴生的铁路轨道设置，为地面一层车站，车站仅由一个站房、2座站台和衔接北边和南边的行人天桥组成。铁路北边为直落牙弄村庄，南边为快乐花园，乘客可通过行人天桥来往两个出口。

### 楼层分布
| 地面 | 站房               | 出入口、票务服务、自动售票机、行人天桥 |                    |                    |
| 地面 | 侧式站台，左侧开门 | 侧式站台，左侧开门                     | 侧式站台，左侧开门 | 侧式站台，左侧开门 |
|      | 1号站台            | 2 巴生港线 往丹绒马林（直落玻璃）      |                    |                    |
|      | 2号站台            | 2 巴生港线 往巴生港（甘榜拉惹乌达）    |                    |                    |
|      | 侧式站台，左侧开门 |                                        |                    |                    |